# Boniface Lele
Boniface Wa Lele (Kyangwithya, 14 de abril de 1947 - Mombaça, 9 de abril de 2014) foi arcebispo de Mombaça.
Boniface Lele estudou filosofia e teologia no Seminário Tomás de Aquino em Lang'ata, Nairóbi, e de 1979 a 1981 espiritualidade na Pontifícia Universidade Gregoriana de Roma. Foi ordenado sacerdote em 8 de dezembro de 1974.
O Papa João Paulo II nomeou-o Bispo de Kitui em 2 de novembro de 1995. O Cardeal Prefeito da Congregação para a Evangelização dos Povos, Cardeal Jozef Tomko, ordenou-o bispo em 2 de fevereiro do ano seguinte; Os co-consagradores foram cardeal Maurice Michael Otunga, Arcebispo de Nairobi e Bispo Militar do Quénia, e William Dunne SPS, Ex-Bispo de Kitui.
Em 1º de abril de 2005, foi nomeado Arcebispo de Mombaça por João Paulo II. Em 1º de novembro de 2013, o Papa Francisco aceitou sua renúncia antecipada por motivos de saúde.
Boniface Lele foi considerado uma pessoa-chave na comunicação com os fundamentalistas islâmicos radicais no Quénia. Durante muitos anos foi presidente da Comissão para o Diálogo Inter-religioso da Conferência Episcopal Queniana e da comissão correspondente na AMECEA.